# Peter Straub
Peter Francis Straub (Milwaukee, Wisconsin; 2 de marzo de 1943-Nueva York, 4 de septiembre de 2022) fue un novelista, cuentista y poeta estadounidense especializado en el género de terror. Sus historias macabras han recibido varios importantes premios en el ámbito anglosajón: el premio Bram Stoker, el World Fantasy Award y el International Horror Guild Award, lo que lo coloca entre los autores más galardonados del género en la historia reciente.

## Biografía
Straub estudió en las universidades de Wisconsin-Madison y Columbia. Practicó brevemente la docencia en el University School of Milwaukee. Luego se mudó a Dublín, Irlanda, donde empezó a escribir profesionalmente.
Tras varios intentos, atrajo la atención de crítica y público con su quinta novela, Fantasmas (1979); la novela fue llevada al cine, protagonizada por el actor Fred Astaire. Otras novelas de éxito fueron El talismán (1983) y Casa Negra (2001), en las cuales colaboró con un antiguo amigo suyo, el escritor Stephen King. 
Otras obras suyas son: Koko (1988), Misterio (1990), La garganta (1993) y Perdidos (2004). Straub editó también un volumen de cuentos de H. P. Lovecraft. Su novela Míster X homenajea igualmente a Lovecraft.
Como poeta, publicó los libros My Life in Pictures (1971), Open air (1972), Ishmael (1972) y Leeson Park and Belsize Square: Poems 1970 - 1975 (1983).